# Alváry Lőrinc
Alváry Lőrinc (angol nyelvterületen Lorenzo [L] Alvary, német nyelvterületen Lorenz Alvari) (Debrecen, 1907. február 20. – New York, 1996. december 13.) magyar származású amerikai operaénekes (basszus). 1942 és 1978 között 979 alkalommal lépett fel a Metropolitan Operában fő- és comprimarioszerepekben.

## Élete
Jogot tanult Budapesten és Genfben, majd Milánóban és Berlinben énekelni. Legmeghatározóbb mestere Giuseppe Danise volt. 1934-ben debütált a budapesti Operaházban. 1937-ben a bécsi Staatsoperhez szerződött. Az Anschluss után az Amerikai Egyesült Államokba emigrált. 1944-ben kapta meg az amerikai állampolgárságot. 1939-ben debütált San Franciscoban A rózsalovag főszerepében - ezután 1977-ig rendszeresen visszatért San Franciscoba. 1942-ben szerződtette a New York-i Metropolitan Opera, ahol  először 1961-ig, majd hosszabbításokkal 1962-1972 és 1978 -1979 között szerepelt. 1942 és 1959 között  számos hangversenyen vett részt, amelyeken a New York-i Filharmonikusokat Arturo Toscanini, Bruno Walter illetve Leonard Bernstein vezényelte. Számos európai és amerikai operaházban vendégszerepelt, rendszeresen volt énekversenyek zsűritagja. 1964 és 1986 között Opera Topics címmel volt saját rádióműsora.
Repertoárját rendkívül tudatosan építette fel a kisebbektől a főszerepekig. Híressé vált arról is, hogy jelmezeit magának tervezte. Karl Böhm halála után, az operajátszás hanyatlása miatt vonult vissza a színpadtól, de a zenei élet aktív alakja maradt. Önmagát operatic personality-nak (’operai személyiségnek’) definiálta.

## Szerepei
- Samuel Barber: Antonius és Kleopátra – Jós
- Ludwig van Beethoven: Fidelio – Rocco
- Alban Berg: Wozzeck – Orvos
- Georges Bizet: Carmen – Zuniga
- Gustave Charpentier: Louise – II. filozófus
- Francesco Cilea: Adriana Lecouvreur – Bouillon herceg
- Pjotr Iljics Csajkovszkij: A pikk dáma – Szurin
- Claude Debussy: Pelléas és Mélisande – Arkel király; Orvos
- Friedrich von Flotow: Martha – Sir Tristan Mickleford
- Umberto Giordano: André Chénier – Mathieu
- Charles Gounod: Romeo és Júlia – Gregorio
- Marvin David Levy: Amerikai Elektra – Jed
- Jules Massenet: Manon – des Grieux gróf
- Wolfgang Amadeus Mozart: Don Juan– Leporello; Masetto
- Wolfgang Amadeus Mozart: Figaro lakodalma – Antonio
- Wolfgang Amadeus Mozart: Così fan tutte – Don Alfonso
- Modeszt Petrovics Muszorgszkij: Borisz Godunov – Varlaam; Csernyikovszkij
- Jacques Offenbach: La Périchole – Tarapote márki
- Jacques Offenbach: Hoffmann meséi – Schlemil
- Amilcare Ponchielli: La Gioconda – Szerzetes
- Giacomo Puccini: Manon Lescaut – Geronte di Revoir
- Giacomo Puccini: Bohémélet – Colline;  Monsieur Benoît; Alcindoro
- Giacomo Puccini: Tosca – Cesare Angelotti; Sekrestyés
- Giacomo Puccini: Pillangókisasszony – Bonc
- Giacomo Puccini: Gianni Schicchi – Amantio; Simone
- Gioachino Rossini: A sevillai borbély – Doktor Bartolo
- Camille Saint-Saëns: Sámson és Delila – Abimelech
- Bedřich Smetana: Az eladott menyasszony – Kecal
- Richard Strauss: Salome – Egy nazarénus; Egy katona
- Richard Strauss: A rózsalovag – Lerchenaui Ochs báró; Rendőrbiztos; Jegyző; Kocsis
- Richard Strauss: Arabella – Waldner gróf
- Richard Strauss: Ariadné Naxoszban – Truffaldino
- Richard Strauss: Az árnyék nélküli asszony – Félkarú
- Giuseppe Verdi: A trubadúr – Ferrando
- Giuseppe Verdi: Rigoletto – Sparafucile
- Giuseppe Verdi: La Traviata – Grenvil doktor
- Giuseppe Verdi: Simon Boccanegra – Pietro
- Giuseppe Verdi: Álarcosbál – Sam; Tom
- Giuseppe Verdi: A végzet hatalma – Egy alcalde
- Giuseppe Verdi: Aida – Amonasro; A király
- Giuseppe Verdi: Falstaff – Pistol
- Richard Wagner: Tannhäuser – Hermann őrgróf
- Richard Wagner: Lohengrin – Egy nemes
- Richard Wagner: A nürnbergi mesterdalnokok – Hans Foltz; Hans Schwarz